# Cate Bauer
Cate Bauer (Londra, 27 agosto 1922 – ...) è stata un'attrice britannica.

## Biografia
Nonostante una carriera lavorativa discretamente lunga (fu attiva dal 1959 al 1982) furono poche le pellicole a cui prese parte.
Diede inoltre voce a Peggy nel film La carica dei cento e uno.

## Filmografia parziale
- La carica dei cento e uno (1961) - voce